# 私の夏
「私の夏」（わたしのなつ）は、1993年4月10日に森高千里が発表した楽曲、および18枚目のシングル。CDコードはWPDL-4343

## 概要
- アルバム『LUCKY 7』からの先行シングルで、アルバムでは前奏と間奏を少し長めにした別音源で収録されている。なお、シングル盤の音源は『DO THE BEST』と『The Best Selection of First Moritaka 1987-1993』で聴くことが出来る。
- カップリングの「ロックンロール県庁所在地」はアルバム『ペパーランド』からのシングルカット曲。
- 4月25日にはシングルカセットとして、「渡良瀬橋」とのカップリングで発売された。(規格品番:WPSL-4346)

## 収録曲
1. 私の夏
  - 作詞：森高千里、作曲・編曲：斉藤英夫
  - '93全日空沖縄キャンペーンソング
2. ロックンロール県庁所在地（Single Version）
  - 作詞・作曲：森高千里